# コロラド川
コロラド川（コロラドがわ、英語:Colorado River、スペイン語:Río Colorado）はアメリカ合衆国南西部とメキシコ北部を流れ、カリフォルニア湾へ至る川。メキシコ湾へと東流するリオ・グランデ川と並ぶ、この地域の主要河川である。
スペイン語ではリオ・コロラド（Río Colorado）という。“Colorado”の語源は色つき（colored）であり、水が赤みを帯びた色をしていることが由来となっている。
川は長さ2,330km（1,450マイル）、流域面積約629,100km²に及び、アメリカ7州とメキシコ2州にまたがる広大な乾燥地帯を流域に含んで潤す。水源は合衆国のロッキー山脈中央部のラ・パウダー・パス湖であり、そこから南西に流れてコロラド高原を横切りグランド・キャニオンを刻み、アリゾナ州とネバダ州の州境ミード湖となる。そこからは南に流れてカリフォルニア州とアリゾナ州の州境を形作ったあと、アメリカ＝メキシコ国境をゆく。メキシコ国内では非常に乾燥したコロラド川デルタ（Colorado River Delta）を作りバハ・カリフォルニア州とソノラ州の間でカリフォルニア湾の最深部に灌ぐ。
劇的な大峡谷と激しい急流、そして11箇所のアメリカ合衆国国立公園で知られるコロラド川水系は北アメリカ大陸南西部の4,000万人の命を支える水源である。コロラド川とその支流は広範囲にわたるダム、貯水池、水路で管理されていて、2万平方キロメートルを超える農地の灌漑と家庭用給水に利用される。急勾配を流れる膨大な水は水力発電に向いており、流域内の合衆国西部山間部（Intermountain West）にあるダムの多くは尖頭負荷発電所（Peaking power plant）としてピーク時電力を供給するのに重要な役割を担う。こうした水の猛烈な使用のために下流の160km（100マイル）では干上がってしまうことがあり、1960年代には海まで到達しないことも多かった。21世紀においては中流域でも流量不足が慢性化しており、2023年4月中旬には、ダム湖の貯水率がパウエル湖で約23％、ミード湖で約30％と湛水開始以来の最低水準に落ち込んだ。
スペインの探検家メルチョール・ディアス（Melchor Diaz）が1540年にヨーロッパ人で最初に探検した。

## 流路

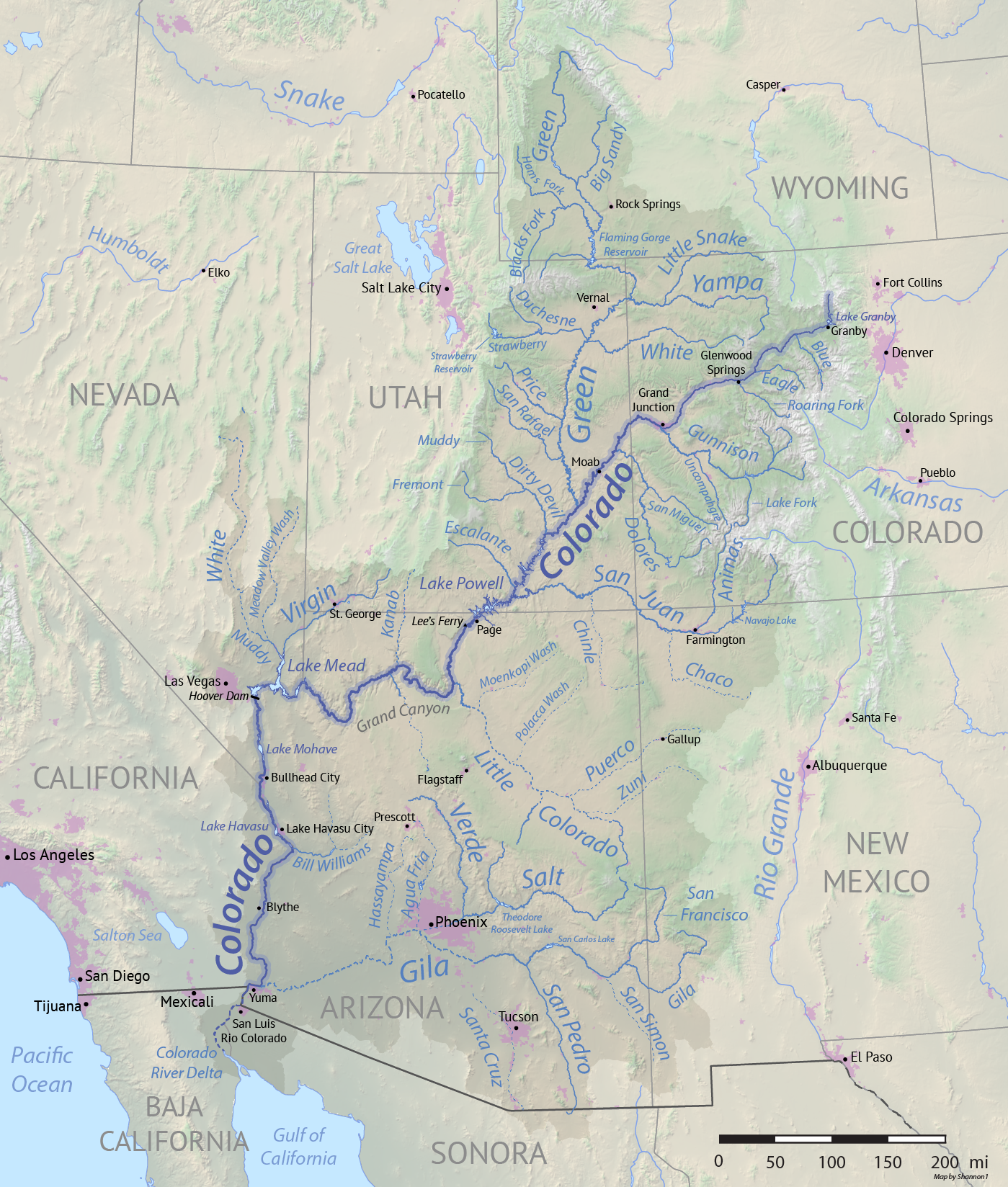

アメリカ合衆国コロラド州のロッキーマウンテン国立公園内に源を発し、南西に流れくるグリーン川を合わせる。
アリゾナ州のユタ州との境界付近のペイジにはグレンキャニオンダムがある。このダム湖であるパウエル湖にサンファン川が流入する。それから西に向きをかえグランドキャニオンを流れる。グランドキャニオンを過ぎるとラスベガス付近にフーバーダムがあり、南へ流れを転じデーヴィスダムへ注ぐ。
下流のメキシコ領内ではバハカリフォルニア州とソノラ州との境界を形成し、ほとんど干上がった状態でカリフォルニア湾に達する。
コロラド川デルタの湿地はキヅタアメリカムシクイ、ミドリツバメ、サメズアカアメリカムシクイ、フタオビチドリ、クロエリセイタカシギといった渡り鳥の渡来地または繁殖地であり、1996年と2008年にラムサール条約登録地となった。

### 支流
下流より記載
- ヒラ川
  - サンフランシスコ川
- バージン川
- カナブ川
- リトルコロラド川
  - ズーニー川
- パリア川（英語版）（Paria River）
- サンファン川（英語版）（San Juan River）
  - アニマス川
  - マンコス川
- エスカランテ川
- ダーティデビル川
- グリーン川
  - プライス川
- ドロレス川
- ガニソン川（英語版）（Gunnison River）
- ロアリングフォーク川（英語版）（Roaring Fork River）
- イーグル川
- ブルー川

## 渇水問題と取水制限の動き
アメリカ合衆国内7州が1922年に結び、1948年にメキシコが参加したコロラド川協定により取水量が定められているが、流量見積もりの甘さや利水重視、そして気候変動に伴う流域での降水量（雨・雪）減少により、渇水が深刻化している。このためアメリカ合衆国連邦政府と7州は2007年、取水量を2026年までに抜本的に見直し、それまではダム湖貯水量に下流3州での取水を制限するす方針を打ち出し、2023年5月には連邦政府と下流3州が取水量を13％ずつ減らす暫定合意を結んだ。

## 流域の自然景勝地
- ホースシューベンド：蛇行したコロラド川の形が蹄鉄（ホースシュー）に似ているため名づけられた。
- グランド・キャニオン：コロラド川による侵食によって作られた峡谷。世界遺産に登録されている。